# Schistidium crassithecium
Schistidium crassithecium là một loài Rêu trong họ Grimmiaceae. Loài này được H.H. Blom ex B.H. Allen mô tả khoa học đầu tiên năm 2005.